# إربيل إرولو
إربيل إرولو (بالتركية: Erbil Eroğlu) مواليد 23 يناير 1993 في شيشلي، إسطنبول، تركيا، هو لاعب كرة سلة تركي. بدأ مسيرته الاحترافية في سنة 2009. يلعب في الدوري التركي لكرة السلة كلاعب هجوم خلفي. يحمل الرقم 5. يبلغ طوله 6 قدم 4.5 بوصة (1.9 م). لعب مع فنربخشة لكرة السلة ونادي داروشافاكا لكرة السلة.

## روابط خارجية
- إربيل إرولو على موقع الاتحاد الدولي لكرة السلة (الإنجليزية)
- إربيل إرولو على موقع كرة السلة الأوروبية.كوم (الإنجليزية)
- إربيل إرولو على موقع ريلجم (الإنجليزية)
- إربيل إرولو على موقع بروبوليرز (الإنجليزية)
- إربيل إرولو على موقع سبورتس رفرنس (الإنجليزية)